# Eufriesea lucifera
Eufriesea lucifera är en biart som beskrevs av Kimsey 1977. Eufriesea lucifera ingår i släktet Eufriesea, tribus orkidébin, och familjen långtungebin. Inga underarter finns listade.